# Запис дуд у Горњој мали (Горње Видово)
Запис дуд у Горњој мали (Горње Видово) се налази на парцели чији је власник Општина Параћин.

## Локација
| Општина             | Параћин                                                          |
| Катастарска општина | Горње Видово                                                     |
| Потес               | Горња мала                                                       |
| Координате          | 43° 47′ 11″ С; 21° 24′ 29″ И / 43.7864° С; 21.408100000000001° И |
| Надморска висина    | 128m                                                             |

## Карактеристике
Дендрометријске вредности утврђене на терену и сателитским снимцима:
| Стабло                     | Дуд |
| Висина стабла              | m   |
| Обим дебла                 | m   |
| Пречник крошње             | 15m |
| Пречник дебла              | m   |
| Висина дебла до прве гране | m   |

## База записа
Запис је у оквиру Викимедија пројекта "Запис - Свето дрво" заведен под редним бројем 0648.